# Abraham Dee Bartlett
Abraham Dee Bartlett (27. října 1812 Londýn – 7. května 1897 Londýn) byl britský preparátor a odborník na chování zvířat v zajetí. Zastával funkci vrchního dozorce v londýnské Zoo.
Byl jedním z prvních, kdo vypreparoval dronte mauricijského. Byl přítelem Charlese Darwina, který s ním konzultoval některé odborné záležitosti.
Bartlett se zasloužil o první odborný popis kivi hnědého.